# Schloss Krzyżanowice

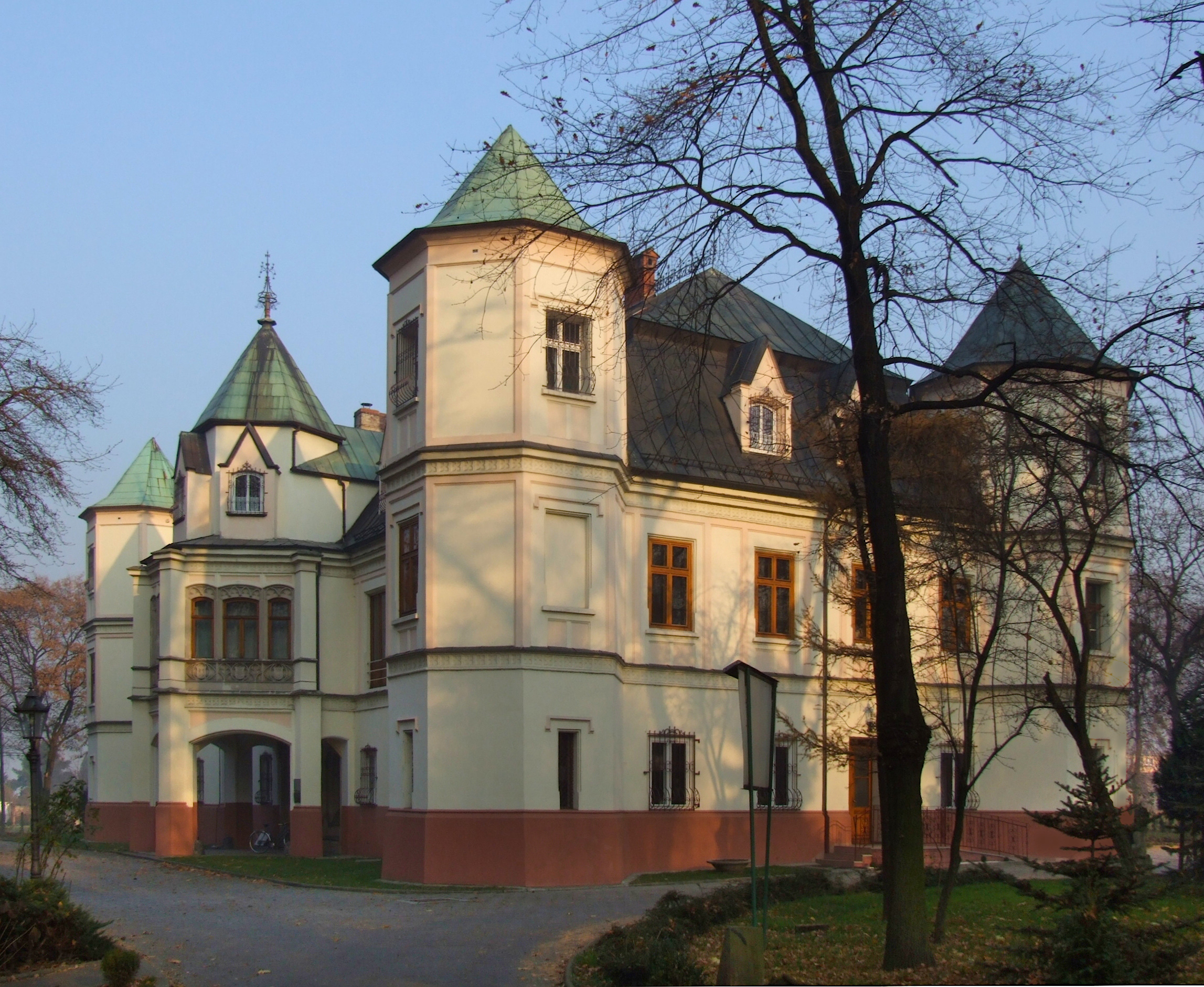
Schloss Krzyżanowice

Das neugotische Schloss Kreuzenort (poln. Krzyżanowice, im Powiat Raciborski, Woiwodschaft Schlesien) war im 19. Jahrhundert ein Treffpunkt der bedeutenden Persönlichkeiten des schlesischen Adels und der deutschen Kulturszene.

## Geschichte
Das Schloss wurde 1700 vom Grafen Johann Bernhard Praschma aus dem katholischen mährischen Uradelsgeschlecht Praschma (tschechisch Pražma) errichtet. Nach seinem Tod 1708 kam in den Besitz des Barons Karl Gabriel von Wengersky (1667–1736).
Seit 22. November 1775 wurde das Schloss Eigentum des schlesisch-mährischen Adelsgeschlechts Lichnowsky.
Im Schloss Kreuzenort verweilten 1794 bis 1796 Ludwig van Beethoven und 1843 bis 1848 Franz Liszt sowie Joseph von Eichendorff.
Im Auftrag von Karl Fürst Lichnowsky (1819–1901) wurde nach dem Entwurf des Architekten Carl Johann Boguslaw Lüdecke (1826–1894) das Schloss im Stil der englischen Neugotik umgebaut und ein Torgebäude errichtet.
1860 entstand in der südöstlichen Ecke des Schlosses ein achteckiger Turm auf einem quadratischen Sockel und ein Rittersaal. In den übrigen Ecken wurden achteckige Basteien angebaut. Beim Umbau wurden typische neugotische Details verwendet.
1930 verkaufte Fürst Wilhelm von Lichnowsky (* 1905) das Schloss an den katholischen Orden der Franziskanerinnen Ordensgemeinschaft, die dort ihren Kloster und eine Wohltätigkeitsanlage errichteten. Das Schloss bleibt seitdem ununterbrochen Eigentum des Franziskanerinnenordens und trägt jetzt den Namen "Rosenpalast". Im Rittersaal befindet sich die Kapelle.
Das Schloss wurde am 2. Juni 1969 unter A/1043/65 in das Verzeichnis der Baudenkmäler der Woiwodschaft Schlesien eingetragen.

## Bilder

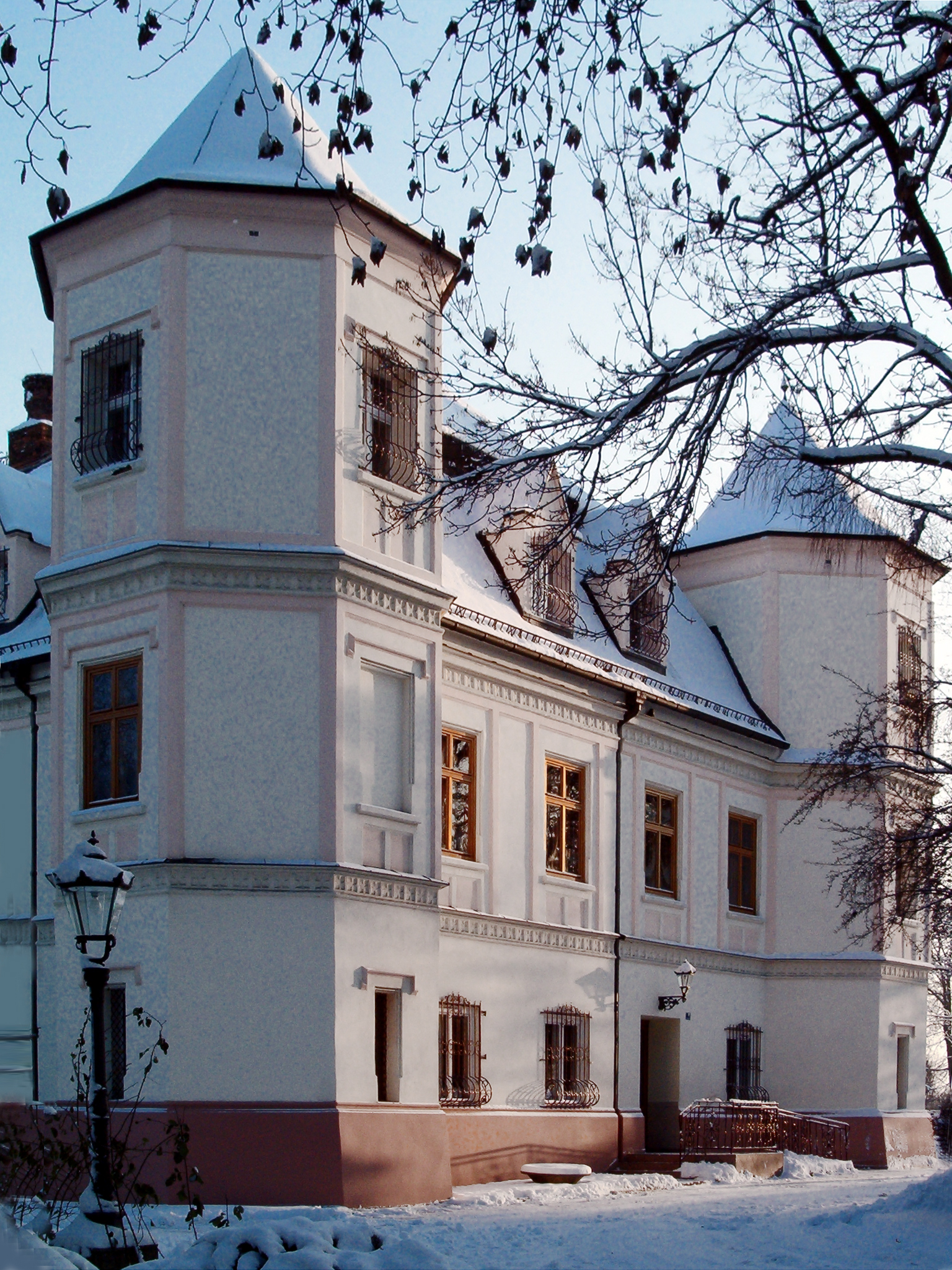
Nordwestansicht
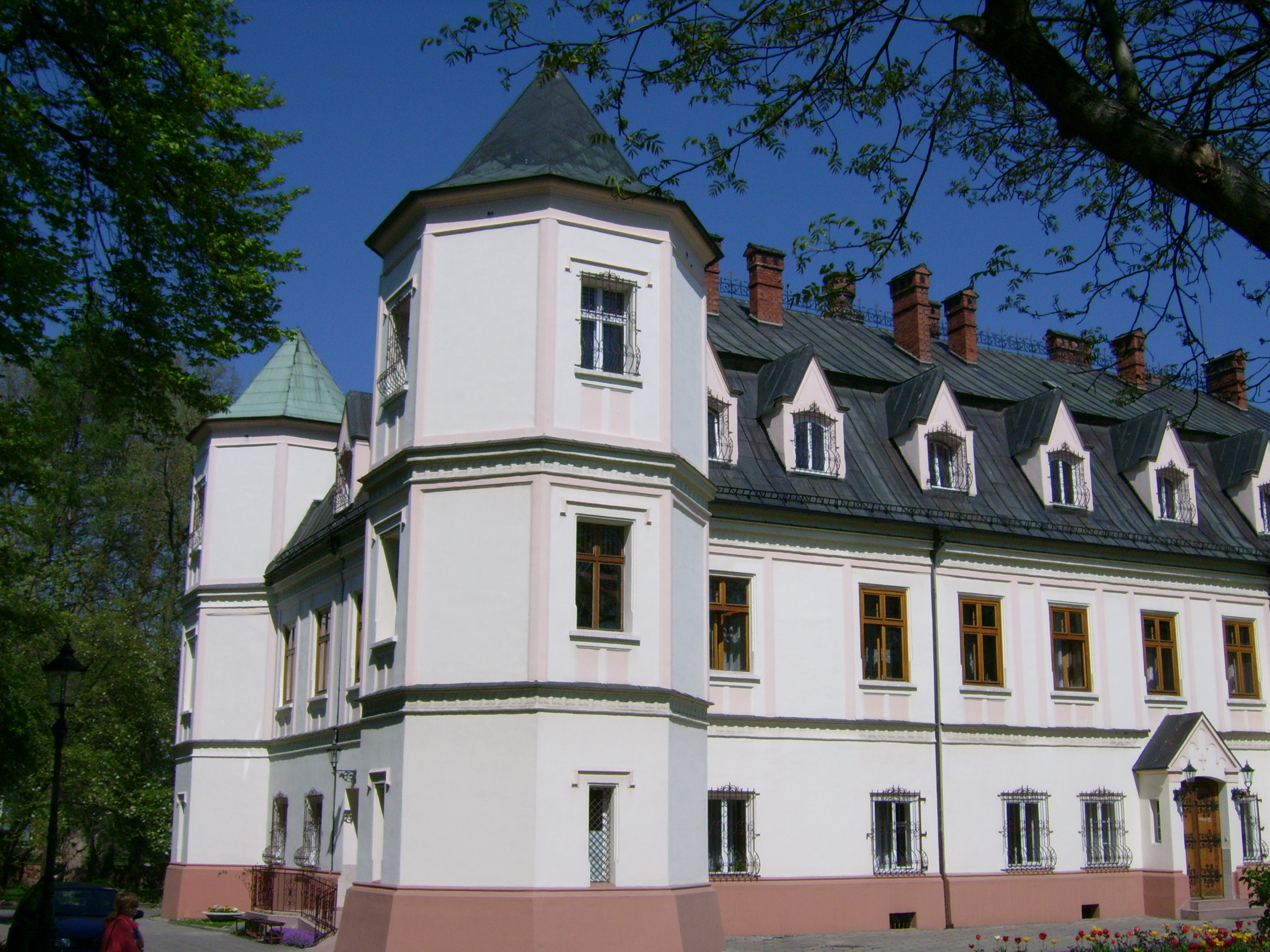
Südwestansicht
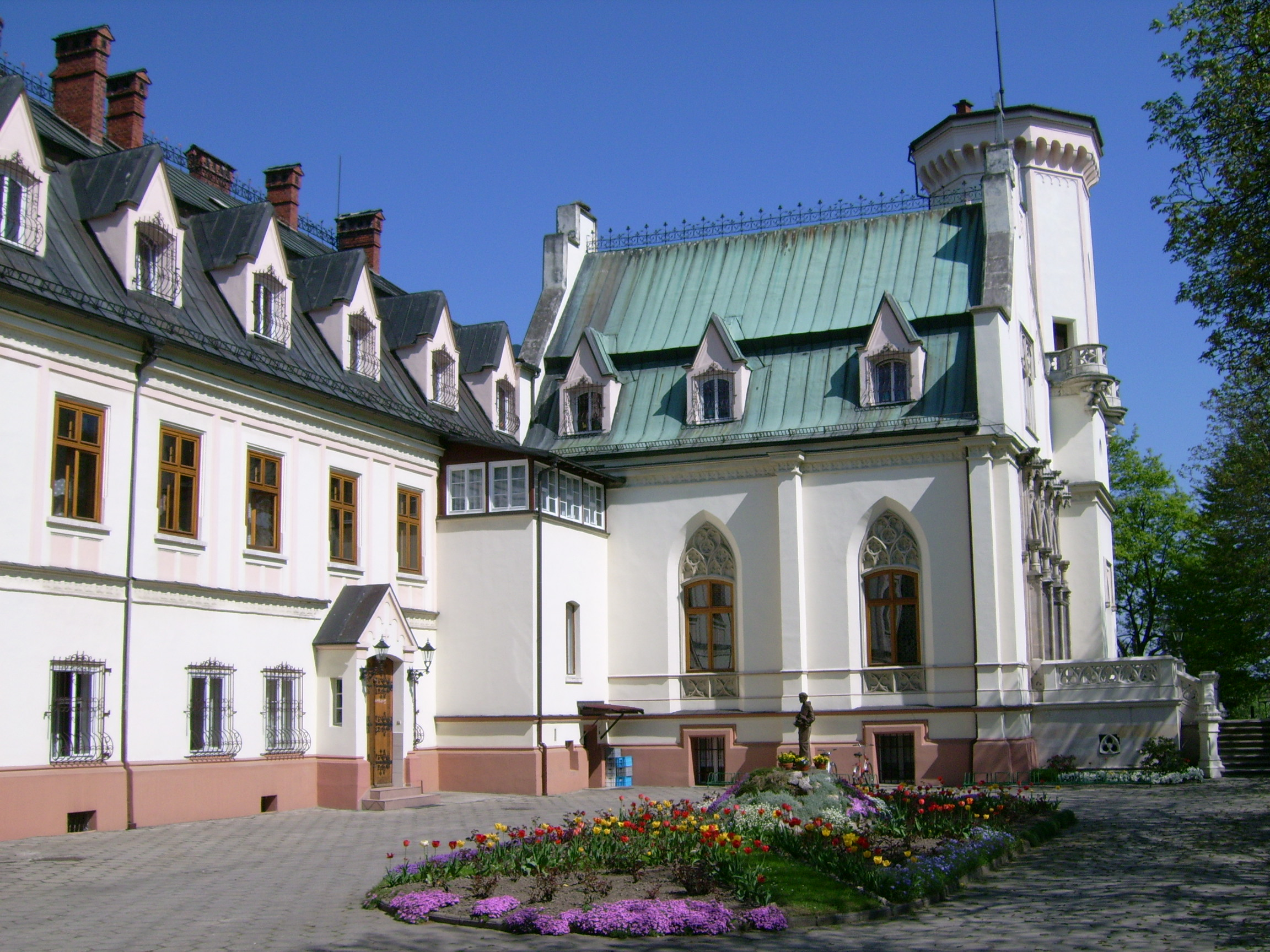
Rittersaal
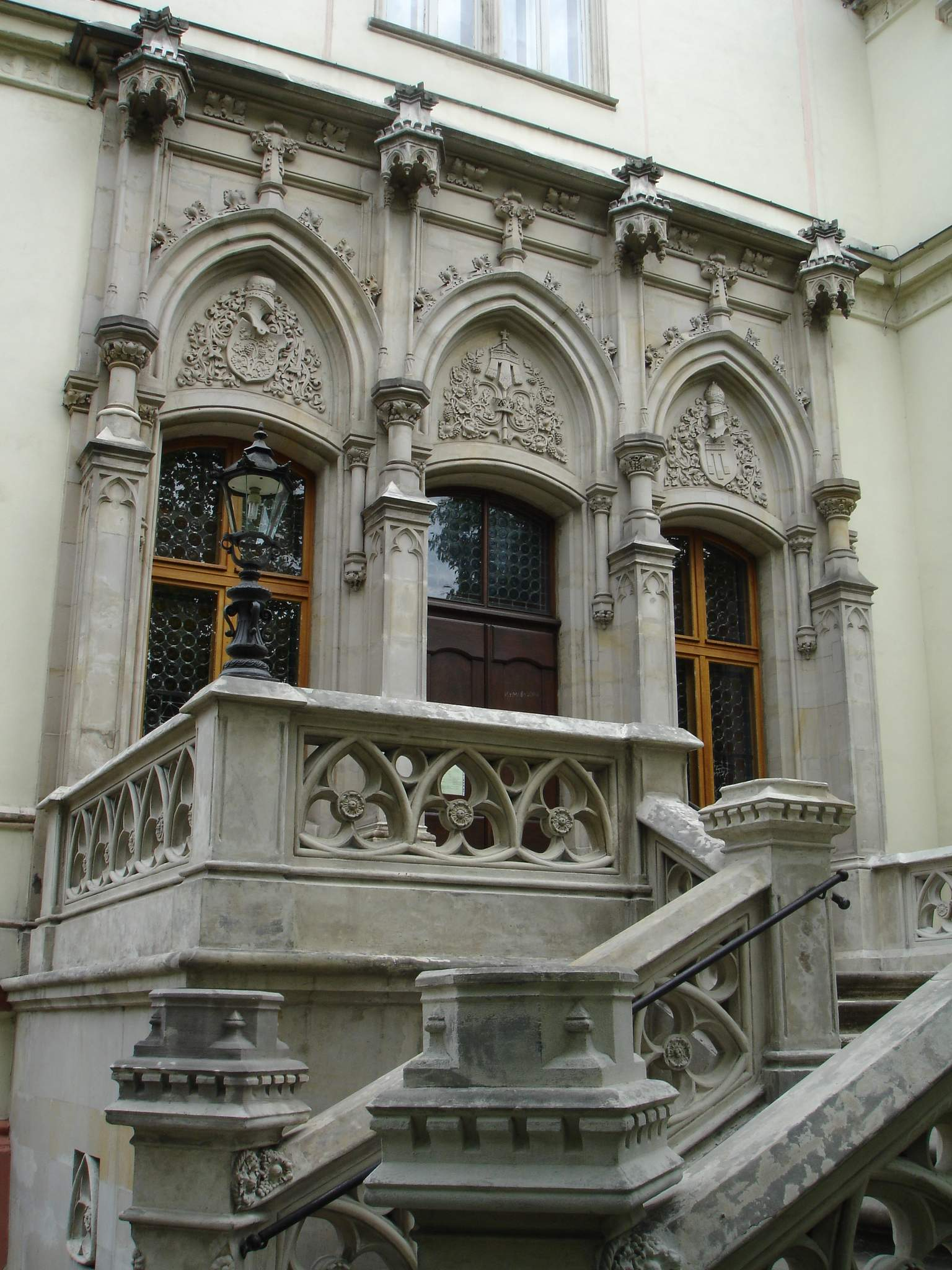
Neugotische Eingangstreppe
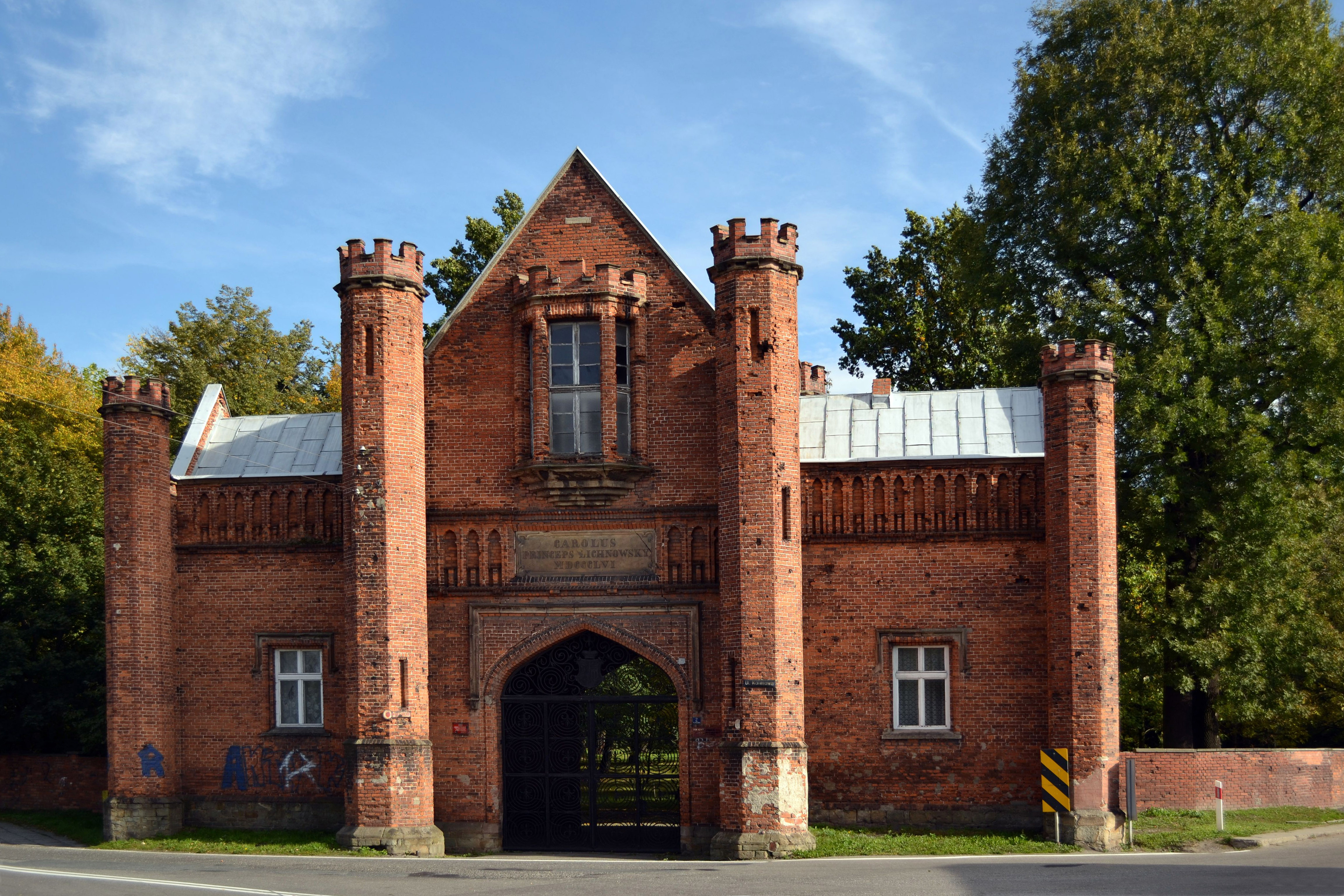
Torgebäude